# P짱은 내 친구
P짱은 내 친구(ブタがいた敎室, School Days With A Pig)는 일본에서 제작된 마에다 테츠 감독의 2008년 코미디, 드라마 영화이다. 츠마부키 사토시 등이 주연으로 출연하였다.

## 출연

### 주연
- 츠마부키 사토시
- 오스기 렌
- 타바타 토모코
- 하라다 미에코
- 콘도 료헤이
- 시미즈 유미
- 피에르 타키
- 토다 나호

### 조연
- 키타무라 타쿠미

## 제작진
- 미술: 이소미 토시히로